# Gonomyia adamsoni
Gonomyia adamsoni là một loài ruồi trong họ Limoniidae. Chúng phân bố ở miền Australasia.